# Агранович, Михаил Семёнович
Михаи́л Семёнович Аграно́вич (4 января 1931, Москва — 14 февраля 2017, Москва) — советский и российский математик, специалист в теории дифференциальных уравнений с частными производными, соавтор формулы Аграновича-Дынина (1962).

## Биография
Родился в 4 января 1931 года в Москве. В 1953 году окончил механико-математический факультет МГУ. Дипломную работу написал под руководством Д. Е. Меньшова.
В 1959 г. защитил кандидатскую диссертацию, которая была посвящена дифференциальным операторам P(D) общего вида с постоянными коэффициентами (во всем пространстве Rn или в ограниченной области Ω ⊂ Rn). Рассматривались вопросы разрешимости и свойства решений уравнения P(D)u = f в разных классах обобщённых функций.
Работал в институте МИЭМ с его основания в 1962 году.
В 1966 году защитил докторскую диссертацию, в которую вошли результаты работы по теории индекса, по эллиптическим задачам с параметром и эллиптическим сингулярным операторам.
В 1970 году ему было присвоено учёное звание профессора.
В 1993—1998 годах был заведующим кафедрой математического анализа МИЭМ.

## Научная деятельность
Активно участвовал в разработке общей теории краевых (и начально-краевых) задач для эллиптических, параболических и гиперболических уравнений с гладкими коэффициентами. С М.И. Вишиком исследовал эллиптические задачи, полиномиально зависящие от параметра, они доказали однозначную разрешимость таких задач при крупных значениях параметра и установили оценки решения в нормах, содержащих параметр. Являлся одним из первопроходцев становления теории псевдодифференциальных операторов.
На основе исследований спектральных свойств эллиптических с параметром псевдодифференциального оператора на замкнутом многообразии. Развивая идеи Г.В. Розенблюма, создал теорию таких операторов, опирающуюся на ряды Фурье, а не на обычно применяемое преобразование Фурье.
- работал над эллиптическими уравнениями в негладких областях. С Б. А. Амосовым получил точные по порядку оценки сингулярных чисел для интегральных операторов типа потенциала на липшицевой поверхности. В результате получена асимптотика собственных значений;
- изучал спектральные свойства задач в липшицевых областях для уравнения Гельмгольца и для системы Ламе;
- занимался развитием теории спектральных краевых задач при ослабленных требованиях на гладкость коэффициентов и границу области (вплоть до липшицевых границ),и анализом задач в рамках общих банаховых функциональных пространств (в частности, пространства Бесова или пространства бесселевых потенциалов);
- исследовал дробные степени несамосопряженных эллиптических операторов в липшицевых областях, а также новые эффективные достаточные условия, при которых проблема Като об области определения квадратного корня максимального секториального оператора имеет позитивное решение.

На основе лекций последних лет была подготовлена и издана монография «Пространства Соболева, их обобщения и эллиптические задачи в областях с гладкой и липшицевой границей».
Автор около 90 научных работ, в том числе — автор 2 монографий и соавтор 4 монографий.